# Clarence Nash
Clarence Nash   (Watonga, 7 de desembre de 1904 - Los Angeles, 20 de febrer de 1985) Clarence Charles "Ducky" Nash va ser un actor de veu estatunidenc, conegut per ser la veu de l'Ànec Donald de Walt Disney Studios. Va néixer a la comunitat rural de Watonga, Oklahoma, i un carrer d'aquesta ciutat està anomenat en honor seu. El 1993, va ser nomenat pòstumament llegenda de Disney per les seves contribucions a les pel·lícules de Walt Disney.

## Biografia
Nash va començar a fer-se un nom durant la dècada dels 20 com un imitador a la ràdio KHJ de Los Angeles, al programa, The Merrymakers. Més tard va ser contractat per l'Empresa de Llet Adohr per realitzar treballs publicitaris. Anomenat "Xiulador Clarence, l'home ocell d'Adohr", Nash anava pels carrers amb cavalls minúsculs (cavalls amb la mida d'un poni) entretenint la xicalla. El 1932, Nash va passar-se per l'estudi Disney amb el seu equip de cavalls, i va decidir deixar una còpia del seu full de publicitat de la llet a la recepcionista. En vore el seu nom, Walt Disney el va reconèixer com l'artista que, pocs dies abans, mentre escoltava el programa de ràdio The Merrymakers l'havia impressionat per les seues habilitats vocals. Disney li va demanar que fes una prova informal.

## Ànec Donald

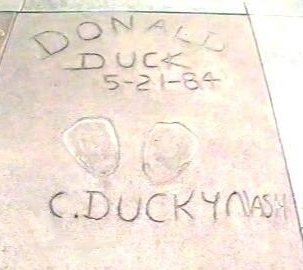
Petjades de l'Ànec Donald al Passeig de la Fama de Hollywood signades per Nash.

A l'audició, Nash va representar diverses de les seues veus, i Walt Disney el va fer parar quan Nash va efectuar la seva imitació d'una família d'ànecs. Disney va decidir que Nash era perfecte per al paper d'un ànec per al seu pròxim curt d'animació,The Wise Little Hen. L'ànec, per descomptat, va ser l'Ànec Donald, a qui Nash va donar-li veu durant més de 50 anys, en més de 120 curtmetratges i pel·lícules. L'última pel·lícula on Nash interpretaria a Donald seria Mickey's Christmas Carol , de 1983, encara que va seguir prestant la veu de Donald per a anuncis, promocions i altre tipus de material divers fins a la seva mort.
Ja l'any 1938, promotors dels circuits de conferències s'hi acostaven amb la seva única veu de Donald. Segons sembla, a Disney no li van agradar els compromisos al principi, sentint que un humà que fes la veu faria malbé la il·lusió, però molt després es va pensar. A principis de 1941, Nash viatjava en gires personals patrocinades per Disney. Durant la Segona Guerra Mundial, Nash, amb el seu titella ventríloc de Donald, que va ser construït pel departament de modelatge de personatges de Disney, es va convertir en un intèrpret habitual a les manifestacions de bons de l'USO i altres esdeveniments per donar suport a l'esforç de guerra. A mitjans de la dècada de 1940, Roy i Walt van aprovar el titella Donald i van decidir aprofitar-lo per a la reestrena de 1944 de Blancaneus i els set nans. RKO i Disney no estaven segurs de com faria la pel·lícula per segona vegada a la taquilla després de la seva èxit inicial, així que van fer una campanya promocional amb personatges de Disney, inclòs Nash, actuant amb el titella Donald. Durant el període promocional de Fun and Fancy Free, va fer diverses aparicions a la ràdio de maig a setembre de 1947, amb una d'aquestes aparicions protagonitzada pel mateix Disney. Va donar veu a Donald per als anuncis de televisió dels anys 50.
La veu de l'ànec Donald de Nash es va aconseguir mitjançant el que s'anomena parla bucal: una forma de vocalització alaríngia que utilitza la galta interna per produir so en lloc de la laringe. El va descobrir per primera vegada mentre intentava imitar la seva cabra, Mary. En els seus dies abans de Disney, Nash va actuar en espectacles de vodevil on sovint parlava amb una veu de "cabra nerviosa".
L'Ànec Donald es va convertir en un dels personatges de dibuixos animats més famosos del món, i en part potser es va deure a la veu característica de Nash. Bé pot ser una de les veus de personatge fictici més importants de la història. La veu es distingeix tant per la seva similitud a la d'un ànec com pel fet que sovint és molt difícil d'entendre'l, especialment quan Donald entra en còlera (cosa que passa sovint). Per mantenir la veu de Donald constant a tot el món, Nash ha prestat la seva veu a Donald en totes les llengües estrangeres en què els curts de Disney s'han doblat (mitjançant l'ajuda d'un alfabet fonètic), és a dir, Donald ha conservat el mateix nivell d'incoherència a tot el món.

### Altres personatges
A més de la veu de Donald, Nash també va doblar Daisy (en les seves primeres aparicions, quan era poc més que una versió femenina de Donald), així com els nebots de Donald Huey, Dewey and Louie. També ha estat la veu de Figaro la gata en un grapat de curts.
A molts dibuixos animats de Tom i Jerry dirigits per William Hanna i Joseph Barbera apareix un tercer personatge principal, un aneguet anomenat Little quack. Red Coffee va doblar a aquest personatge, i no Nash, com erròniament s'ha pensat, a causa de la similitud en les seues veus.
Nash també va ser la veu d'un gripau a Bambi, i l'os a The Fox and the Hound.
Nash va aparèixer com ell mateix a la pel·lícula de 1941 The Reluctant Dragon, que mostra com es van produir les pel·lícules de Disney, i va participar en un episodi de 1954 de What's My Line i un episodi de 1964 de To Tell the Truth. Nash també va aparèixer com ell mateix en un episodi de Disneyland de 1956 titulat "A Day in the Life of Donald Duck", en el qual interactua amb un Donald animat que el culpa dels seus problemes de parla: els dos acaben discutint principalment a causa del temperament curt de Donald. També va ser convidat en un episodi de 1976 de The Mike Douglas Show. L'especial del 50è aniversari de l'ànec Donald de 1984 va incloure diversos clips de pel·lícules de Disney i episodis de Disneyland.

## Després de Nash
Després de la mort de Nash, la veu de Donald ha estat adoptada per l'animador de Disney Tony Anselmo, qui va ser entrenat per Nash personalment. Anselmo és també un dels artistes de doblatge que han doblat Huey, Dewey and Louie al llarg dels anys.